# هان سونغ هي
هان سونغ هي مواليد 13 نوفمبر 1990 في سول، هي لاعبة كرة مضرب كورية جنوبية. أعلى تصنيف لها في الفردي كان المركز الـ 256 في سنة 2012. أعلى تصنيف لها في الزوجي كان المركز الـ 268 في سنة 2012.

## النهائيات

### الفردي (1–4)
| الحصيلة | الرقم | التاريخ        | الدورة                         | الأرضية | المنافس        | النتيجة            |
| ------- | ----- | -------------- | ------------------------------ | ------- | -------------- | ------------------ |
| الوصافة | 1.    | 16 يونيو 2008  | جورجاون، الهند                 | صلبة    | سانا بهامبري   | 5-7 1–6            |
| الوصافة | 2.    | 16 نوفمبر 2009 | مانيلا، الفلبين                | صلبة    | ليا سهاوزهاو   | 1–6 2–6            |
| الوصافة | 3.    | 1 نوفمبر 2011  | مونت جامبير، أستراليا          | صلبة    | بوجانا بوبوسيك | 3–6 2-6            |
| الفوز   | 1.    | 24 أغسطس 2015  | غيمتشيون، كوريا الجنوبية       | صلبة    | كانامي تساجي   | 5–7, 7–5, 4–1 ret. |
| الوصافة | 4.    | 31 أغسطس 2015  | محافظة يونغوول، كوريا الجنوبية | صلبة    | يو إكسياودي    | 1–6, 3–6           |

## روابط خارجية
- هان سونغ هي على موقع رابطة محترفات التنس (الإنجليزية)
- هان سونغ هي على موقع الاتحاد الدولي لكرة المضرب (الإنجليزية)
- هان سونغ هي على موقع كأس بيلي جين كينغ (الإنجليزية)
- هان سونغ هي على موقع خلاصة التنس.كوم (الإنجليزية)
- هان سونغ هي على موقع إي إس بي إن.كوم (الإنجليزية)